# Steve Tesich
Stojan Steve Tesich (in serbo Стојан Стив Тешић, Stojan Stiv Tešić; Užice, 29 settembre 1942 – Sydney, 1º luglio 1996) è stato uno sceneggiatore, drammaturgo e scrittore jugoslavo naturalizzato statunitense.
A lui si deve il primo utilizzo del termine post-verità, nel 1992, in un articolo scritto sulla rivista statunitense The Nation. Tesich, però, intendeva la post-verità come calata dall'alto verso il basso e non, come viene intesa oggi, come un processo che origina dal basso inserendosi nella sfera pubblica.

## Filmografia
- All American Boys (Breaking Away), regia di Peter Yates (1979)
- Uno scomodo testimone (Eyewitness), regia di Peter Yates (1981)
- Gli amici di Georgia (Four Friends), regia di Arthur Penn (1981)
- Il mondo secondo Garp (The World According to Garp), regia di George Roy Hill (1982)
- Il vincitore (American Flyers), regia di John Badham (1985)
- Eleni, regia di Peter Yates (1985)